# Китенйоки
Китенйоки (фин. Kiteenjoki) — река в Финляндии и России, протекает по Сортавальскому району Республики Карелия. Устье реки находится в 3 км по правому берегу реки Тохмайоки. Длина реки составляет 56 км, площадь водосборного бассейна 761 км².
В 6 км от посёлка Хотинлахти на реке располагается каскадный водопад «Ниемикоски», высота падения 3,5 м.

## Притоки
- В 17 км от устья, по правому берегу реки впадает река Сахийоки.
- В 33 км от устья, по правому берегу реки впадает река Раяйоки.

Река протекает через озёра: Кангасъярви, Сиесманъярви, Хюмпёлянъярви, Кармаланъярви.
Кроме расположенных на Китенйоки озёр, в бассейн реки также входят озёра Айранне и Туоксъярви.

## Данные водного реестра
По данным государственного водного реестра России относится к Балтийскому бассейновому округу, водохозяйственный участок реки — Водные объекты бассейна оз. Ладожское без рр. Волхов, Свирь и Сясь, речной подбассейн реки — Нева и реки бассейна Ладожского озера (без подбассейна Свирь и Волхов, российская часть бассейнов). Относится к речному бассейну реки Нева (включая бассейны рек Онежского и Ладожского озера).
По данным геоинформационной системы водохозяйственного районирования территории РФ, подготовленной Федеральным агентством водных ресурсов:
- Код водного объекта в государственном водном реестре — 01040300212102000010849
- Код по гидрологической изученности (ГИ) — 102001084
- Код бассейна — 01.04.03.002
- Номер тома по ГИ — 2
- Выпуск по ГИ — 0

## Галерея
- Китенйоки
- Река в пос. Туокслахти.
- Река в пос. Туокслахти.
- Река в пос. Заозёрном.
- Река в пос. Заозёрном.